# 金亨權

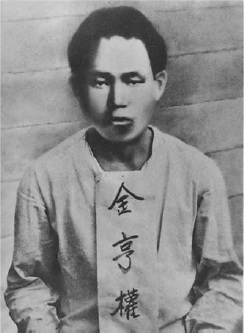
金亨權

金亨權（韓語：김형권；1905年11月4日—1936年1月12日），朝鮮平安南道小作農民金輔鉉三子，金亨稷之幼弟。北朝鮮國家主席金日成的叔父，朝鮮國防委員會委員長金正日之叔祖。

## 生平
金亨權生於平安南道平壤府小作農民金輔鉉之家，與金日成相差7歲。在日本統治朝鲜時代，他參加抗日獨立運動。
1927年、金日成與他一起參加白山青年同盟。
1930年，金日成在吉林省組織朝鮮革命軍，後來日本警察以馬賊活動為由將金亨權逮捕。
1936年1月12日，他在京城府監獄服刑中去世，但家人不敢前來認屍，因此葬於獄中公墓。

## 朝鮮方面評價
朝鮮對他高度評價，稱他為不屈的共産主義革命鬥士。平壌的大城山革命烈士陵有一座他的新陵和銅像，1977年製作了一套關於他參加獨立運動的影片。

## 以金亨權之名命名的地方
- 1930年8月14日，金亨權率武装部隊襲擊警察派出所，為記念事件，1990年8月，兩江道豐山郡改稱金亨權郡。
- 同郡的新豐里改稱金亨權邑